# Olavtoppen
Az Olavtoppen (jelentése magyarul: Olaf-tető vagy Olaf teteje) egy hegycsúcs, ami a Norvégia külbirtokai közé tartozó Bouvet-szigeten (norvégul: Bouvetøya) helyezkedik el, amely egy lakatlan, vulkanikus, sarkvidéki sziget az Atlanti-óceán déli részén. A csúcs tengerszint feletti magassága mintegy 780 méter, ezzel a sziget legnagyobb magasságban fekvő pontjának számít. Az Olavtoppen maga egy szunnyadó pajzsvulkánnak is tekinthető.
A hegycsúcs a Bouvet-sziget északi részében, körülbelül két kilométerre, közvetlenül délre található a sziget legészakabbra fekvő pontjától, a Valdivia-foktól (norvégul: Kapp Valdivia). A II. Vilmos-fennsík (norvégul: Wilhelm II Plattå) északi szélén helyezkedik el. A sziget teljes területének mintegy 93%-át jégtakaró borítja.